# Luchthaven Mys Sjmidta
Luchthaven Mys Sjmidta (Russisch: Аэропорт Мыс Шмидта; Aeroport Mys Sjmidta) is een vliegveld ten zuidoosten van Kaap Schmidt (Russisch: Mys Sjmidta) en 3 kilometer ten zuidoosten van de plaats Mys Sjmidta aan de noordoostkust van de Russische autonome okroeg Tsjoekotka. Het is een voormalige vliegbasis en vormt als burgerluchthaven momenteel een regionale afdeling van Chukotavia.
Het vliegveld heeft een tweewekelijkse verbinding met Anadyr (bij slecht weer eens per maand). Verder worden chartervluchten over de luchthaven uitgevoerd door de Russische luchtvaartmaatschappijen Aeroflot en Centre-Avia.

## Technische specificaties
Op het vliegveld kunnen de volgende toestellen landen; de Antonovs An-2, An-24, An-26, An-72 en An-74, de Iljoesjins Il-18 en Il-76, de Jakovlevs Jak-40 en Jak-42 en de Tupolevs Tu-134, Tu-154 en Tu-204.
De luchthaven is in de zomer geopend van 20:00 tot 04:00 (UTC+12) en in de winter van 21:00 tot 04:00 (UTC+13).

## Geschiedenis
Het vliegveld werd aangelegd in 1934 ten tijde van de reddingsoperatie van het stoomschip Tsjeljoeskin. In 1954 werd het vliegveld aangewezen als vooruitgeschoven vliegbasis voor strategische bommenwerpers (met atoomwapens) als onderdeel van een verdedigingsplan van de Sovjet-Unie om de dreiging van de Verenigde Staten te weerstaan. Dit vliegveld was onderdeel van het Arctisch Commando, dat ook de vliegbases bij Anadyr (Verre Oosten), Olenogorsk (Barentszzee), Tiksi (Noord en West; Transbaikal) en Vorkoeta-Sovjetski/Oost; Oeral) omvatte. De locaties van deze vooruitgeschoven vliegbases was gebaseerd op geografie en weer: De noordelijkste delen van de Sovjet-Unie lagen het dichtst bij de Verenigde Staten maar hadden vaak te kampen met moeilijke weersomstandigheden. Om die reden werden de bommenwerpers van de sovjetluchtmacht meestal gestationeerd op bases in de delen van de Sovjet-Unie die in de gematigde klimaatzone lagen en werden de vooruitgeschoven vliegbases alleen gebruikt voor het uitvoeren van trainingsvluchten door Tu-16's (tweemaal per jaar in Mys Sjmidta). De vliegtuigen die op Mys Sjmidta vlogen kwamen onder andere van de Vliegbasis Zavitinsk (oblast Amoer).
Het vliegveld kreeg voor haar functie een landingsbaan van gewapend beton van 2450 meter lang en 60 meter breed. Bij de luchthaven werden afdelingen van de Vojska PVO (luchtverdediging) en de luchtmacht van de Sovjet-Unie gestationeerd. In de jaren 1980 werd begonnen met de uitbouw van de landingsbaan tot 3000 meter, waarvoor een puinlaag werd aangelegd. In die tijd waren op het vliegveld 10 An-2's en 4 helikopters gestationeerd. Met de val van de Sovjet-Unie en daarmee het einde van de Koude Oorlog gecombineerd met slechte economische omstandigheden in verband met de perestrojka werd de vliegbasis in de jaren 1990 opgedoekt en alle toestellen teruggetrokken. Sindsdien worden er alleen nog vluchten uitgevoerd naar Anadyr (vroeger ook naar Pevek en Magadan) door de regionale luchtvaartmaatschappij Chukotavia, die in het verleden -vooralsnog tevergeefs- geprobeerd heeft om de luchthaven op te heffen. In 2002 werd de coating van de landingsbaan vernieuwd voor 10 miljoen roebel.